# Aesalinae
Aesalinae es una subfamilia de coleópteros polífagos que contiene los siguientes tribus y géneros:

## Géneros
- Tribu: Aesalini
  - Géneros: Aesalus - Echinoaesalus - Lucanobium - †Cretaesalus
- Tribu: Ceratognathini 
  - Géneros: Ceratognathus - Hilophyllus - Holloceratognathus - Mitophyllus
- Tribu: Nicagini
  - Géneros: Nicagus